# Perífrasi
La perífrasi és una figura de retòrica amb la qual el significat d'una paraula o d'una frase ve expressat mitjançant la descripció de la seva relació amb uns altres elements: així s'obté una sèrie diversa de paraules o de frases, en general més llarga. Aquesta paraula prové del grec, perí, entorn, phrázo, dir, mentre que el seu sinònim circumlocució (o circumloqui) procedeix del llatí. Signifiquen totes dues «fer una frase a l'entorn».
Les perífrasis es poden emprar a la llengua formal per a defugir una repetició del mateix mot o nom, per a fer més entenedor un concepte complicat des del punt de vista tècnic, o també per a evitar unes paraules que es poden interpretar com a no respectuoses (eufemismes), però també per a donar tonalitats diverses a l'objecte (amb una tonalitat celebrativa, ridiculitzant o d'altra mena). Existeixen, a més, les perífrasis verbals.
Exemples:
- El cap i casal (la capital)
- La ciutat dels ponts (Alcoi)
- La substància grisa (la intel·ligència)
- El rei dels animals (per al lleó)
- El país del futbol (referint-se al Brasil)

## Trastorn psicolingüístic
Aquest terme, especialment el seu sinònim, circumloqui, també es refereix al fenomen provocat per un trastorn neuronal o psicològic que impedeix la pronúncia d'alguna paraula o paraules. Aquest fet obliga la persona afectada a utilitzar descripcions, sinònims, eufemismes o altres formes d'expressar les idees per mantenir el seu nivell de comunicació.
Aquest fenomen pot ser provocat per un trastorn del desenvolupament o bé per un accident vascular cerebral o malaltia degenerativa, quan la persona percep l'objecte, però ja no pot trobar la paraula. que provoquen una afàsia anòmica, o impossibilitat d'anomenar conceptes.